# Larentia albilineata
Larentia albilineata är en fjärilsart som beskrevs av Edward Meyrick 1917. Larentia albilineata ingår i släktet Larentia och familjen mätare. Inga underarter finns listade i Catalogue of Life.